# Lomographa tapaishana
Lomographa tapaishana är en fjärilsart som beskrevs av Eugen Wehrli 1938. Lomographa tapaishana ingår i släktet Lomographa och familjen mätare. Inga underarter finns listade i Catalogue of Life.